# Golf Magazine: 36 Great Holes Starring Fred Couples
Golf Magazine Presents 36 Great Holes Starring Fred Couples är ett golfspel utgivet till Sega 32X. Spelomslaget pryds av Fred Couples, och spelet sponsor är tidskriften Golf Magazine. Spelet släpptes 1994 i Nordamerika, Japan och Europa.

## Handling
Spelet innehåller 12 manliga och 12 kvinnliga spelare, och utspelar sig på 27 olika golfbanor runtom i USA.

### Fotnoter
1. ↑  ”Golf Magazine presents 36 Great Holes starring Fred Couples” (på engelska). Mobygames. http://www.mobygames.com/game/sega-32x/golf-magazine-presents-36-great-holes-starring-fred-couples. Läst 28 maj 2014.